# 伊德斯海姆
伊德斯海姆是德国莱茵兰-普法尔茨州的一个市镇。总面积6.72平方公里，总人口404人，其中男性201人，女性203人（2011年12月31日），人口密度60人/平方公里。